# Cevio
Cevio és un municipi del cantó de Ticino (Suïssa), cap del districte de Vallemaggia. El 22 d'octubre de 2006 es va fusionar amb els antics municipis de Cavergno i Bignasco per formar el nou municipi de Cevio.